# Autoestrada A47
Die Autoestrada A47 ist eine Autobahn in Portugal. Die Autobahn beginnt in Santa Maria da Feira und endet in Mansores.

## Größere Städte an der Autobahn
- Santa Maria da Feira
- Mansores